# Bodtjärnen (Stöde socken, Medelpad)
Bodtjärnen är en sjö i Sundsvalls kommun i Medelpad och ingår i Ljungans huvudavrinningsområde.